# Acanthocyclops marceloi
Acanthocyclops marceloi – gatunek widłonoga z rodziny Cyclopidae, nazwa naukowa gatunku została po raz pierwszy opublikowana w 2009 roku przez hydrobiologów Nancy F. Mercado-Salas i Eduardo Suárez-Moralesa.